# Coppa di Germania 2016-2017 (hockey su pista)
La Coppa di Germania 2016-2017 è stata la 31ª edizione dell'omonima competizione tedesca di hockey su pista riservata alle squadre di club. Il torneo, organizzato dalla Federazione di pattinaggio della Germania, ha avuto inizio il 17 dicembre 2016 e si è concluso il 4 giugno 2017.
Il torneo è stato vinto dal Germania Herringen per la 3ª volta nella sua storia.

## Risultati

### Primo turno
| Squadra 1        | Risultato | Squadra 2       |
| ---------------- | --------- | --------------- |
| 17 dicembre 2016 |           |                 |
| Schwerte         | 1 - 7     | Valkenswaardse  |
| 29 gennaio 2017  |           |                 |
| Cronenberg (B)   | 2 - 10    | Bison Calenberg |

### Ottavi di finale
| Squadra 1           | Risultato | Squadra 2       |
| ------------------- | --------- | --------------- |
| 11 febbraio 2017    |           |                 |
| Blue Lions Chemnitz | 2 - 8     | Bison Calenberg |
| Düsseldorf Nord     | 3 - 1     | Valkenswaardse  |
| Düsseldorf (B)      | 3 - 12    | Cronenberg      |
| Germania Herringen  | 10 - 2    | Recklinghausen  |
| Hüls                | 3 - 17    | Walsum          |
| Krefeld             | 4 - 8     | Iserlohn        |
| ISO Remscheid       | 3 - 16    | Remscheid       |
| 26 febbraio 2017    |           |                 |
| Darmstadt           | 11 - 3    | Moskitos        |

### Quarti di finale
| Squadra 1       | Risultato | Squadra 2          |
| --------------- | --------- | ------------------ |
| 25 marzo 2017   |           |                    |
| Darmstadt       | 4 - 5     | Remscheid          |
| Düsseldorf Nord | 6 - 1     | Cronenberg         |
| Iserlohn        | 2 - 7     | Germania Herringen |
| Walsum          | 17 - 2    | Bison Calenberg    |

### Semifinali
| Squadra 1      | Risultato | Squadra 2          |
| -------------- | --------- | ------------------ |
| 22 aprile 2017 |           |                    |
| Remscheid      | 4 - 8     | Germania Herringen |
| Walsum         | 2 - 5     | Düsseldorf Nord    |

### Finale
| Düsseldorf 3 giugno 2017 Finale di Andata | Düsseldorf Nord | 4 – 6 referto | Germania Herringen |  |

| Hamm 4 giugno 2017 Finale di Ritorno | Germania Herringen | 2 – 1 referto | Düsseldorf Nord | Glückauf Arena |

## Campioni
| Vincitore Coppa di Germania 2016-2017 |
| ------------------------------------- |
| Germania Herringen 3º titolo          |